# Juicio Hospital Posadas
El juicio Hospital Posadas es la denominación que recibe la causa judicial por delitos de lesa humanidad cometidos en el centro clandestino de detención denominado «El Chalet», ubicado dentro del Hospital Posadas, durante el régimen genocida autodenominado Proceso de Reorganización Nacional.
El primer juicio se desarrolló entre agosto y noviembre de 2011. En este tramo, los únicos acusados que llegaron a la sentencia, Hipólito Mariani, Luis Muiña y Reynaldo Bignone, fueron declarados culpables y finalmente condenados por los secuestros, torturas y desapariciones de trabajadores y trabajadoras del hospital. Otros denunciados por el hecho fueron reconocidos incompetentes o murieron antes de la sentencia.
El segundo juicio por delitos de lesa humanidad cometidos allí empezó el 18 de abril de 2018, con dos imputados: Luis Muiña (condenado por los hechos del tramo I) y Argentino Ríos (juzgado por los hechos de los tramos I y II).

## Audiencias
La causa fue elevada a juicio en 2008 por el juez federal Daniel Rafecas, quien tenía a su cargo la Megacausa Primer Cuerpo de Ejército (entre las que se encontraban la causa Atlético, Banco y Olimpo (ABO), la causa ABO bis y la causa Automotores Orletti).
Las audiencias del juicio estaban programadas para comenzar el 10 de agosto de 2011, ante el Tribunal Oral Federal N.º 2 de la Capital Federal, compuesto por los jueces Pablo Daniel Bertuzzi, Rodrigo Giménez Uriburu y Jorge Luciano Gorini, pero la fecha se pospuso «por cuestiones inherentes al tribunal». Un mes más tarde, se volvió a reprogramar el inicio, y finalmente las audiencias comenzaron el 20 de octubre de 2011.

## Hechos juzgados
El 28 de marzo de 1976, cuatro días después del golpe de Estado, el «Hospital Posadas» fue ocupado por fuerzas del Ejército a cargo del general Reynaldo Benito Antonio Bignone. En el marco de esta ocupación varios miembros del hospital fueron detenidos ilegalmente y posteriormente despedidos por encontrarse «vinculados a actividades de carácter subversivo o disociadoras», sin necesitar más pruebas que esa misma declaración, debido a un decreto ley (ley de Prescindibilidad 21.260) dictado el mismo día del golpe militar.
El 13 de abril de 1976, fue designado como interventor del hospital el Coronel Julio Ricardo Esteves y se mantuvo en funciones hasta el 8 de marzo de 1977. Esteves, durante 1976, propició la llegada de un grupo de hombres a quienes les asignó funciones de «guardias de seguridad». Estos conformaron un grupo al que llamaban «Swat», formalmente designado para la vigilancia del nosocomio y el aseguramiento de la integridad y del patrimonio de sus empleados y de los profesionales que allí prestaban su labor, pero que en realidad se abocó a otras funciones relacionadas con la alegada «lucha antisubversiva». En efecto, un informe realizado por el Batallón de Inteligencia 601 del Ejército Argentino suponía «que en el hospital existía una posta sanitaria dedicada a atender a elementos subversivos».
Uno de los dos chalets que se encontraban en el predio del hospital fue convertido en un centro clandestino de detención, luego que quien fue el director del hospital hasta 1976, Julio C. Rodríguez Otero, fuera detenido ilegalmente y torturado y su familia obligada a abandonar el mismo. A partir de noviembre de 1976, el «Grupo Swat» utilizó este chalet para secuestrar y torturar al menos a siete casos, probados en el transcurso del juicio.
El 11 de enero de 1977 personal de la Fuerza Aérea realizó un operativo a fin de desarticular el grupo Swat, que culminó con la detención de sus integrantes.

## Imputados
- Hipólito Mariani, brigadier mayor (RE) de la Fuerza Aérea Argentina, jefe del área militar a cargo del hospital a partir de junio de 1977, esperó el juicio detenido, bajo la modalidad de arresto domiciliario.[11] Mariani ya tenía a ese momento una sentencia a 8 años de prisión por su actuación en el centro clandestino de detención «Mansión Seré».[12]
- Luis Muiña, civil perteneciente al llamado «Grupo Swat», esperó el juicio detenido en el Complejo II de Marcos Paz del Servicio Penitenciario Federal.
- Reynaldo Benito Antonio Bignone, general de división (RE) del Ejército Argentino, aguardó el juicio detenido, bajo la modalidad de arresto domiciliario. Bignone contaba con dos condenas al momento del juicio: la primera en 2010, a 25 años,[13] y una segunda al año siguiente, por la que fue obligado a cumplir una pena de prisión perpetua.[14]

Asimismo, Argentino Ríos, civil perteneciente al llamado «Grupo Swat», fue imputado y se inició el debate de la causa con él como acusado. Sin embargo, durante las audiencias tuvo una descompensación cardiológica y luego fue apartado del juicio al ser fue sometido a intervención en el hospital Durand, por las conclusiones del Cuerpo Médico Forense de la Justicia Nacional. Del mismo modo, el coronel Agatino di Benedetto, primer interventor del hospital, fue eximido por insania. Otros acusados fallecieron antes de que se iniciara el juicio, como el coronel médico Julio Esteves, interventor que creó el «Grupo Swat» y Juan Máximo Copteleza, jefe del grupo.

## Víctimas
| Nombre                    | Cargo                                                         | Fecha de secuestro      | Lugar del secuestro        | Fecha de liberación     | Observaciones |
| ------------------------- | ------------------------------------------------------------- | ----------------------- | -------------------------- | ----------------------- | --- |
| Lidia Cristina Albano     | Residente del servicio de pediatría                           | 28 de marzo de 1976     | Hospital Posadas           | 28 de marzo de 1976     | |
| Carlos Juan Apezteguía    | Médico del servicio de terapia intensiva                      | 28 de marzo de 1976     | Hospital Posadas           | 28 de marzo de 1976     | |
| Camilo Francisco Campos   | Médico nefrólogo de Clínica Médica y Terapia Intensiva        | 28 de marzo de 1976     | En su domicilio particular | 28 de marzo de 1976     | |
| Enrique Malamud           | Director asistente del hospital                               | 28 de marzo de 1976     | Hospital Posadas           | 28 de marzo de 1976     | |
| Ana María Mühlmann        | Médica del servicio de ginecología                            | 29 de marzo de 1976     | Hospital Posadas           | 30 de marzo de 1976     | |
| Marta Muñóz               | Residente del servicio de pediatría                           | 28 de marzo de 1976     | Hospital Posadas           | 28 de marzo de 1976     | |
| Juan Manuel Nava          | Médico de los servicios de Clínica Médica y Terapia Intensiva | 28 de marzo de 1976     | Hospital Posadas           | 28 de marzo de 1976     | |
| Julio Rodríguez Otero     | Director asistente del hospital                               | 28 de marzo de 1976     | Hospital Posadas           | 28 de marzo de 1976     | |
| Dora Agustín              | Jefa de personal                                              | 29 de marzo de 1976     | Hospital Posadas           | 29 de marzo de 1976     | |
| Carlos Heraldo Bevilacqua | Médico del servicio de Terapia Intensiva                      | 29 de marzo de 1976     | Hospital Posadas           | 3 de abril de 1976      | |
| Rubén Ernesto Drago       | Empleado                                                      | 29 de marzo de 1976     | Hospital Posadas           | 29 de marzo de 1976     | |
| Davor Kvaternik           | Médico de los servicios de Terapia Intensiva y Clínica Médica | 29 de marzo de 1976     | Hospital Posadas           | 29 de marzo de 1976     | |
| Daniel Manigot            | Médico del servicio de Clínica Médica del hospital            | 29 de marzo de 1976     | Hospital Posadas           | 29 de marzo de 1976     | |
| Hugo Nin                  | Jefe del servicio de Anestesiología                           | 29 de marzo de 1976     | Hospital Posadas           | 29 de marzo de 1976     | |
| Hernando Luis Sala        | Médico del servicio de Clínica Médica                         | 29 de marzo de 1976     | Hospital Posadas           | 29 de marzo de 1976     | |
| Susana Sztabzyb           | Médica del servicio de Clínica Médica                         | 30 de marzo de 1976     | Hospital Posadas           | 30 de marzo de 1976     | |
| Gladys Evarista Cuervo    | Enfermera                                                     | 25 de noviembre de 1976 | Hospital Posadas           | 22 de enero de 1977     | Fue detenida en el centro clandestino de detención «El Chalet» y en la Base Aérea del Palomar, donde fue torturada. |
| Jacobo Chester            | Médico                                                        | 26 de noviembre de 1976 | En su domicilio particular |                         | Fue trasladado a «El Chalet», torturado y asesinado. Su cuerpo fue encontrado en el Río de la Plata                 |
| Jorge Mario Roitman       | Médico                                                        | 2 de diciembre de 1976  | En su domicilio particular |                         | Fue trasladado a «El Chalet», torturado y permanece desaparecido                                                    |
| Jacqueline Romano         | Médica                                                        | 1 de diciembre de 1976  | Policlínico de Ezeiza      | 12 de diciembre de 1976 | Fue trasladada a «El Chalet» y torturada                                                                            |
| Marta Elena Graiff        | Empleada del área de esterilización                           | 11 de enero de 1977     | En su domicilio Particular | 11 de enero de 1977     | Fue trasladada a «El Chalet» y torturada                                                                            |
| Julio César Quiroga       | Empleado                                                      | 5 de enero de 1977      | En su domicilio particular |                         | Fue trasladado a «El Chalet», torturado y permanece desaparecido                                                    |

Asimismo, en el juicio se excluyeron 10 casos de personas que continúan desaparecidas (aunque en la sentencia se ordenó a la instrucción que se investiguen los hechos ocurridos). Entre ellos se encuentran: Ignacio Jesús Sánchez, un estudiante técnico que trabajaba en el servicio de Hemoterapia; María Ángela Cairo de Garassino, una enfermera de Emergencias, y Daniel Eduardo Calleja, un médico psiquiatra.

## Testigos
En el juicio las siguientes personas se presentaron como testigos de lo ocurrido:
| - María Cristina Pflüger. - Alejandra Roitman. - Gladis Evarista Cuervo. - Carlos Juan Apezteguía. - Zulema Dina Chester. - Marta Elena Graiff. - Hugo Alberto Nin. - Lidia Cristina Albano. - Camilo Francisco Campos. - Berta Golberg de González. - Carmen Alicia García Otero de Sabio. - Daniel Manigot. - Rubén Ernesto Drago. - Carlos Aguirre. - Hernando Luis Sala. - María Alejandra Rodríguez de Pérez. - Ana María González. - Jorge Alberto Mosquera. - Marta Amanda Morales. - Emma del Carmen Piacquadio. - Roberto Hugo Espelosín. | - Juan Manuel Nava. - Élida Esther Cano de Verdun. - Julio Constantino Sabio. - Amalia Luisa García. - María Cristina Amuchástegui. - Marta Raquel Centurión. - Ernesto Luis Curet. - Raúl Arnaldo Valdez. - Alfredo Rómulo Monteverde. - Abel Jasovich. - Liliana Nélida Lorenzo. - Amadeo Pedro Barousse. - Mary Rosa Rodríguez de Ibarrola. - Carlos Andrés Paradela. - Susana Norma Guerrero. - Davor Kvaternik. - Sara Luisa Levy. - Sabina Ester Peralta de Manssur. - Elena Erna Gutsch. - Mirta Carolina Bordón. - Alicia Barreda. | - Mónica Eva Pini. - Mauricio Schraier. - Silvia María Lama. - Marta Lifsicas de Chester. - Dora Ana Graiff. - César Ernesto de la Fuente. - Lidia Irene Haiewski. - Ana Rosa Drak. - Jacinto Medrano. - Jorge Enrique de Vera. - Jacqueline Romano. - Ana María Mühlmann. - Graciela Leonor Donato. - Rodolfo Senen Gancedo. - Juan Jorge Villalba. - Alicia Squartini. - Manuel Irán Campos. - Pedro Ruiz. - Dora Elvira Agustín. - Julio César Quiroga. - Gerda Flagel de Quiroga. |

## Sentencia

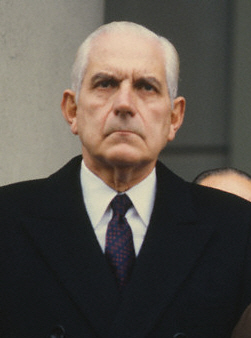
Reynaldo Bignone, uno de los condenados en el juicio.

En los alegatos finales, la querella solicitó 25 años de prisión para los tres imputados, mientras que la fiscalía solicitó esa cantidad para Bignone, 20 años para Muiña y 12 años para Mariani.
- Hipólito Mariani, quien durante el juicio admitió conocer las acciones del «Grupo Swat», confirmó la existencia del centro clandestino de detención.[22] Fue condenado a 8 años de prisión e inhabilitación absoluta y perpetua por privación ilegal de la libertad cometido por funcionario público con abuso de sus funciones o sin las formalidades prescriptas por la ley, agravado por su duración de más de un mes; e imposición de tormentos impuestos por un funcionario público al preso que guarde contra Cuervo.[23][24]
- Luis Muiña, fue sentenciado a 13 años de prisión, inhabilitación absoluta y perpetua por privación ilegal de la libertad cometido por funcionario público con abuso de sus funciones o sin las formalidades prescriptas por la ley, agravado por el uso de violencia o amenazas, reiterados en cinco (5) oportunidades;  imposición de tormentos en relación con las condiciones de cautiverio impuestas, reiterados en cinco (5) oportunidades; e imposición de tormentos impuestos por un funcionario público al preso que guarde, reiterados en cinco (5) oportunidades; Cuervo, Chester, Roitman, Romano y Graiff.[23][25]
- Reynaldo Benito Antonio Bignone, fue condenado a 15 años de prisión e inhabilitación especial por doble tiempo de la condena por privación ilegal de la libertad cometido por funcionario público con abuso de sus funciones o sin las formalidades prescriptas por la ley, agravado por el uso de violencia o amenazas, reiterado en quince (15) oportunidades; Albano, Muñoz, Apezteguía, Mühlmann, Campos, Malamud, Nava, Rodríguez Otero, Agustín, Bevilacqua, Manigot, Drago, Nin, Sala y Kvaternik.[23][25]

La sentencia ordenó iniciar una investigación paralela sobre Carlos Andrés Paradela, odontólogo que terminó siendo jefe del servicio de seguridad. Declaró como testigo el 28 de octubre de 2011 durante el juicio, pero ese día uno de los sobrevivientes, Hugo Nin, lo reconoció como uno de los colaboracionistas del hospital.
Las condenas quedaron firmes el 21 de agosto de 2013 cuando la Corte Suprema rechazó el último recurso que le quedaba a la defensa.
En 2014, la Cámara Nacional de Casación Penal rechazó aplicar el derogado beneficio del «dos por uno», que prevé contar doble la cantidad de días en prisión preventiva a partir de que el imputado cumpliera dos años en esa situación, que había utilizado el tribunal para computar la condena que dictó en 2011 a Bignone y a Muiña.

## Críticas
El juicio no estuvo exento de críticas. Antes de su comienzo fue cuestionado el tiempo que pasó entre la elevación a juicio y el inicio del mismo, tanto así que motivó que la Cámara de Casación Penal reasignara el juicio al Tribunal Oral Federal 3. Este tribunal tampoco realizó el juicio porque de sus tres integrantes, uno se excusó y fue recusado por la defensa de Bignone y otros dos fueron recusados por la querella por «no garantizar la imparcialidad».  Por todo esto finalmente fue reasignado al Tribunal Oral Federal 2.
Asimismo, el juicio fue criticado por organizaciones de Derechos Humanos y la propia fiscalía al no haber aceptado la acusación de homicidio contra los imputados —a pesar de que en el Juicio a las Juntas ya estuvieran probados los asesinatos—, y por resultar las sentencias de montos inferiores a los requeridos.